# Diplazium chiriquense
Diplazium chiriquense är en majbräkenväxtart som beskrevs av Charles Dennis Adams.
Diplazium chiriquense ingår i släktet Diplazium och familjen Athyriaceae. Inga underarter finns listade i  Catalogue of Life.